# آبدة النمامشة
آبدة النمامشة (الاسم العلمي: †Nementchatherium) هي جنس منقرض يتبع فصيلة زبابات الفيل. وجدت أحافير تعود إلى أواخر الأيوسين لأول نوع منها في الشرق من الجزائر. وهذا الجنس يعتبر قريب من أصل زبابيات الفيل. تمت تسمية نوع آبدة النمامشة السينارية في عام 2001 في منشور في مجلة علم الحفريات الفقارية من قبل فريق من العلماء الفرنسيين والجزائريين. وكما هو معتاد في تسمية الحيوان يتكون الاسم من اسم جنس واسم نوع. اسم الجنس هو مزيج من اسم جبال النمامشة في شرق الجزائر مع «آبد» أو «وحش» من اليونانية القديمة (thèrion). اسم النوع هو إشارة إلى وادي سينارة في بئر العاتر وهو قريب من الموقع اكتشاف الأحافير.

## الأنواع
- †آبدة النمامشة السينارية
- †آبدة النمامشة الراثبونية